# Runar Finnilä

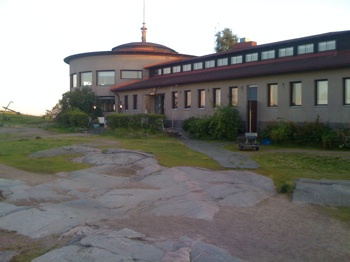
Helsingfors Segelsällskaps klubbhus på Skifferholmen (1947).

Runar Valfrid Finnilä, född 5 augusti 1891 i Vasa, död 6 december 1956 i Helsingfors, var en finländsk arkitekt. 
Finnilä, som startade egen arkitektverksamhet i Helsingfors 1916, ritade bland annat Finska socker Ab:s fabriker vid Tölöviken och i Åbo, Kotka och Vasa. Av hans övriga verk kan nämnas bankhus i Tammerfors, Uleåborg, Björneborg och Ekenäs samt en rad bostadshus i södra Helsingfors, däribland Parkgatan 11, Havsgatan 7 och Rådmansgatan 3, vilka är uppförda i klassicistisk stil. Han var även verksam inom näringslivet som direktör och styrelsemedlem i en rad bolag.